# María Reyes Sobrino

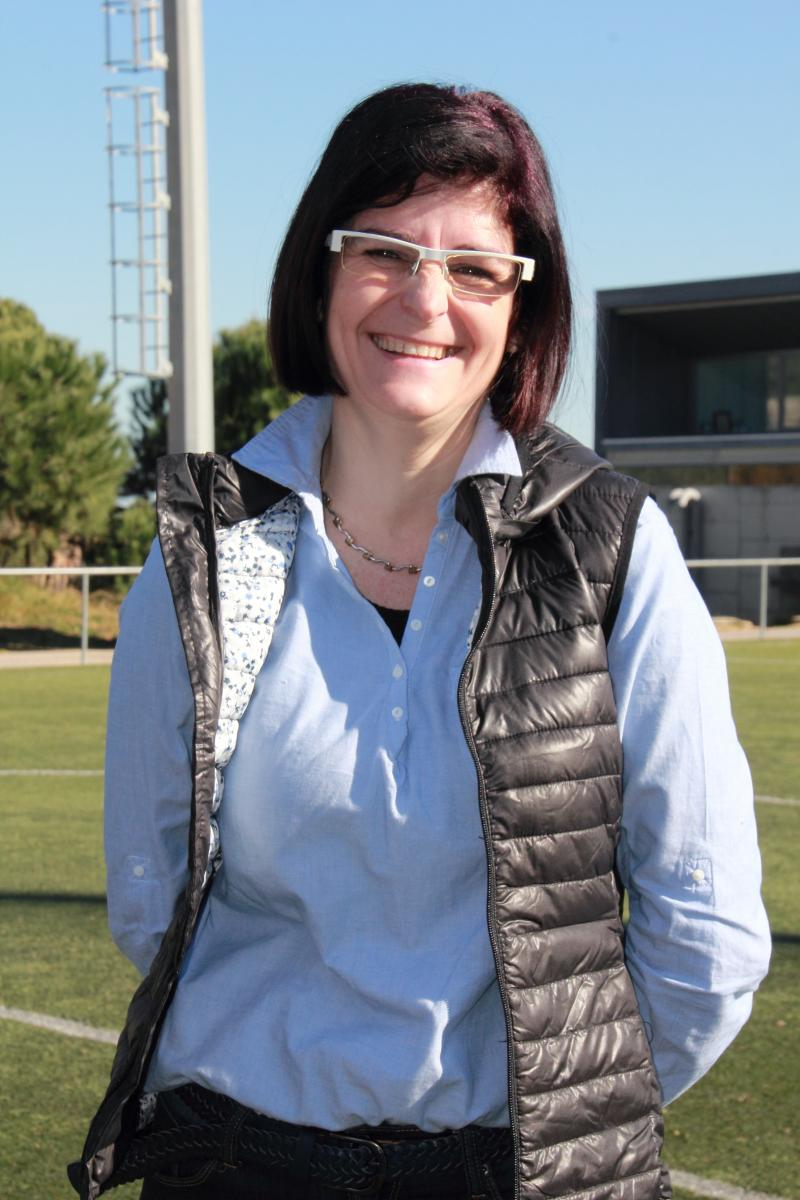
María Reyes Sobrino

María Reyes Sobrino (María Reyes Sobrino Jiménez; * 6. Januar 1967) ist eine ehemalige spanische Geherin.
1986 wurde sie bei den Europameisterschaften in Stuttgart Fünfte im 10-km-Gehen.
Bei den Halleneuropameisterschaften gewann sie 1988 in Budapest Gold und 1989 in Den Haag Bronze im 3000-Meter-Gehen.
Bei die Hallenweltmeisterschaften 1989 in Budapest wurde sie über dieselbe Distanz im Finale disqualifiziert. 1990 folgte ein siebter Platz bei den Europameisterschaften in Split über 10 km.

## Persönliche Bestzeiten
- 3000 m Gehen (Halle): 12:27,82 min, 3. März 1989, Budapest (nationaler Rekord)
- 10 km Gehen: 44,16 min, 16. Juni 1990, Grassau (ehemaliger nationaler Rekord)